# グラフィックソフトウェア
グラフィックスソフトウェア（英: Graphics software）は、コンピュータにおいて図形あるいは画像データを扱うソフトウェアの総称。ここでは主に静止画像について「画像」、図形と画像の双方の概念を含むオブジェクトを「イメージ」と記述する。

## 概要
グラフィックスソフトウェアを大別すると、基本的にピクセル単位で編集し、多彩なペンやブラシを扱ったり、水彩や油彩のタッチをシミュレートし、内部表現をラスタ形式とするペイントソフトと、幾何学的な図形や曲線を編集し、内部表現をベクタ形式とするドローソフトになる。また、3次元モデルの立体図形を定義し、さらに時間軸に沿って動きや変化を与えることができるソフトウェアがある。ただし複数の分類にまたがるものやあいまいなものもあるので、一般に分類は完全には行なえない。グラフィックスデータを扱うアプリケーションも複数の機能を統合しているものが多い。

## 分類
グラフィックスソフトウェアは様々な観点から分類できる。以下はその一例である：
- 編集対象の形式に基づく分類
  - 画像（⇒#画像編集ソフトウェア）
  - 動画（⇒#動画編集ソフトウェア）
  - 3DCG（⇒#3次元ソフトウェア）

## 画像編集ソフトウェア
コンピュータソフトウェアにおいては、ビットマップ画像を編集する（絵を描く）ためのソフトは一般には「ペイントソフト」と呼ばれる。対照的に、ベクターイメージを編集するソフトは「ドローソフト」と呼ばれることが多い。これは、画像編集ソフトがいち早く充実していたMacintoshにおいて、ビットマップ画像を編集するソフトの初期の代表格が「MacPaint」、ベクターイメージを編集するソフトが「MacDraw」という名前であったことに由来する。

### ペイントソフト
ペイントソフト（和製英語: PaintSoft、ラスターグラフィックスエディタ、英: raster graphics editor）は、フリーハンドによるデジタルドローイングのツールの呼称である。ペイント系、画像編集ソフトとも呼ばれる。写真の暗室作業のデジタル化から発展したフォトレタッチ系とは異なり、白紙やキャンバスに絵画を描く作業をシミュレートする「デジタル画材」をコンセプトとして発展してきた背景から、手描き風の「絵画」の作成に特化しており、主にイラスト作成などに用いられる。ペンタブレットなどを利用して実際に絵筆などで描く有り様を模してピクセルを操作できるなど、現実の描画操作になるべく近付けるよう工夫がなされている。
代表的なペイントツール
- Corel Painter
- Krita
- openCanvas
- Pixia
- SAI
- CLIP STUDIO PAINT
- ArtRage
- Sketch Book Pro

### 写真編集ソフトウェア
写真編集ソフトウェア（しゃしんへんしゅうソフトウェア、英: Photo manipulation software）は、分類上はペイントソフトに含まれるが、銀塩写真（フォト、英: Analog photograph）の暗室作業（写真編集）の電子化（デジタル化、英: Digital photograph）や工学的な画像処理をルーツとして発展してきたソフトウェアである。
フォトレタッチ系とも呼ばれる。フォトレタッチツールは、エアブラシなどアナログ銀塩写真の暗室作業（写真編集）に使われる道具を指す。明暗の分布を示すヒストグラムの表示や覆い焼き、輪郭抽出といった機能と名称はその名残りとも言える。その出自から、写真や自然画のポストプロセシング（後処理、英: Post-processing）や編集に適した機能と構造をもつ。
明度・コントラスト・色調を補正したり、高度なものではレイヤなどを利用してさまざまな特殊効果を加えることができる。画像の抽出や合成などに特化した機能が豊富に揃えられており、輪郭強調などさまざまな画像処理や編集（コラージュ）作業などに向いている。その反面、絵画的な画像を一から描き上げる作業にはやや不向きな機能構成となっている製品が多い。
近年ではデジタルカメラの普及に伴い、RAW画像の現像処理やホワイトバランス調節、赤目補正、レンズによる歪曲の補正、ノイズやほこりの除去処理など、写真画像のレタッチに完全に特化したソフトや、調整だけでなくデータ管理機能を持つものも登場している。また近年ではDTPの延長として、プロのカメラマンも印画紙出力だけでなく、フォトレタッチツールで補正済みのデジタルデータを添付して納品するケースも増えている。
代表的な写真編集ソフトウェア

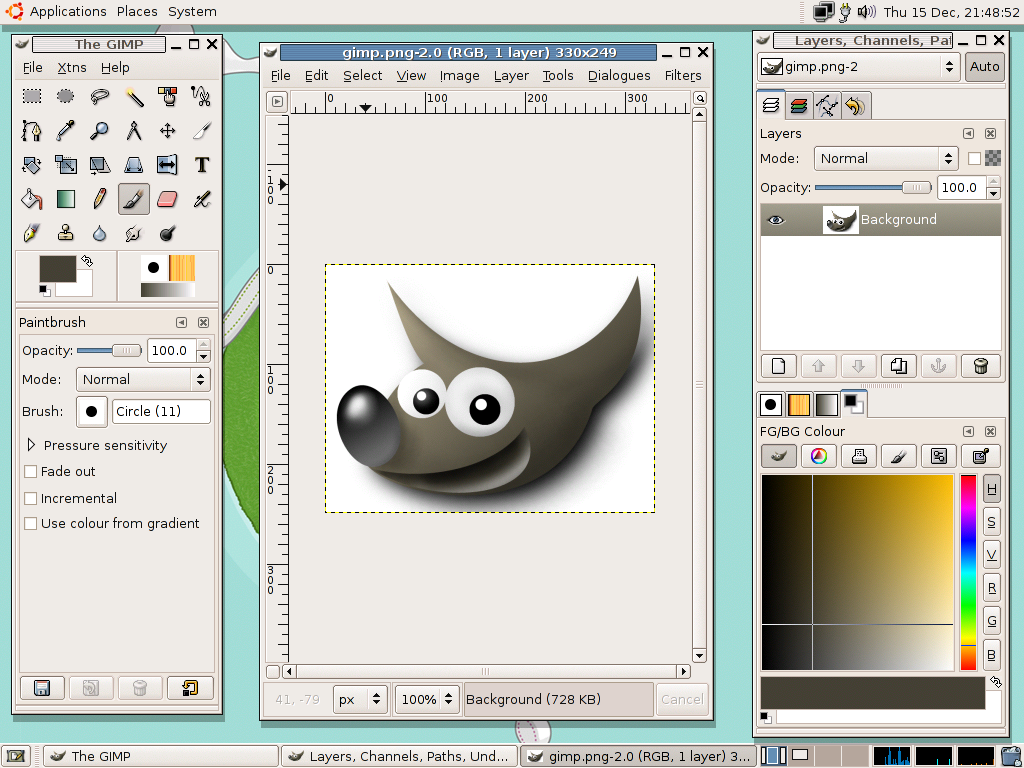
GIMPのスクリーンショット

- Adobe Photoshop
- Adobe Photoshop Elements
- Corel Paint Shop Pro
- Corel PHOTO-PAINT
- Zoner Photo Studio（Zoner）
- Ulead PhotoImpact
- GIMP
- Microsoft Photo Editor (Microsoft Office)
- Paint.NET
- PictBear
- Pixelmator
- PhotoFiltre

RAWデータ現像処理に特化したソフトウェア
- Adobe Photoshop Lightroom（アドビ）
- Aperture（Apple）- OS X専用。
- CaptureNX（ニコン）
- Capture One（Phase One、日本語版発売元：DNPフォトルシオ）
- DxO Optics Pro（DxO Labs、日本語版発売元：ソフトウェア・トゥー）
- Digital Photo Professional（キヤノン）
- SILKYPIX Developer Studio（市川ソフトラボラトリー）
- Phocus (Hasselblad)  - アップルコンピュータOSのみ

過去の商用ソフトウェア
- Micrografx Picture Publisher
- Macromedia xRes
- Live Picture

### ピクセルエディタ
ピクセルエディタ (英: Pixel Image Editor) は、低解像度のインデックスカラー画像の編集に特化したソフトウェア。16色あるいは256色のアイコンや古いビデオゲームなどに用いられた小さな（往々にしてアニメーションを伴うこともある）絵を作成する目的で、画素（ドット）を1点ずつ加工する作業に特化したツールである。ドットエディタ、ドット絵ツールなどとも呼ばれる。アイコンエディタもほぼ同様な機能をもつが、アイコン編集に特化している。
PC-9801など、過去のコンピュータでは色数がインデックスカラーに限られているものが多く、ツァイトのZ'sSTAFF98、マルチペイントなど、多くの名作ピクセルエディタが存在した。かつてはこのインデックスカラーの画像を編集することは「職人芸」であり、こうした技術を持つ者は「ドッター」とも呼ばれた。現在ではインターネットに使われるGif形式画像などがインデックスカラーを用いた画像形式である。
代表的なピクセルエディタ
- D-Pixed（フリーソフト）
- EDGE
- DotShotX
- Pixel Studio Pro

### ドローソフト
ドローソフトはベクターグラフィックスを扱うグラフィックスソフトウェアである。
ドローソフトはベジェ曲線・スプライン曲線などを利用して画像を出力するため、出力機器の解像度に左右されることがない。印刷所等への入校時にAI（Adobe Illustrator）形式を求められる場合が多いのはそのためである。CAD図面やロゴ、タイポグラフィの作成や、イラスト作成などに使用される。様々なドローソフトが存在する（⇒ドローソフト#代表的なドローソフト）。
ベクターツールが強力なペイントソフト
ペイントソフトの中にはベクターツールが強力で、タイトルデザインなどにも使われるソフトがいくつか存在する。代表的なソフトとしてはAdobe Fireworks、Paint Shop Pro等があげられる。Fireworksは(制約はあるが)AI形式のインポート、エクスポートにも対応しており、よりベクトルデータの性格が強いといえる。これらに付いている機能はWebデザイン等の画像作成ツールという印象だが、ラスターイメージの解像度を事前に300〜600DPIと高く設定しておけば、DTPの素材制作にも生かせるという特殊なツールである。
CorelDRAW
ベクターツールとしてAI形式をインポート、エクスポートできる数少ないソフトの1つ。現在はレタッチソフトであるCorel PHOTO-PAINT、ラスタ画像からベクター画像を生成するトレースソフト「Corel PowerTRACE」、静止画・動画キャプチャソフトの「Corel Capture」などとの同梱パッケージ CorelDRAW Graphics Suite として販売されている。日本ではIllustratorと比較されることが多いが、外国ではAdobe Creative Suite などのセットパッケージと比較される。（複数ページのドキュメントを作成することもでき、Macromedia FreeHandのようにDTPに使うことも可能である。
Expression Design（Microsoft Expressionの一部）
内部データをベクタ形式で扱うドローツールではあるが、その用途をドローイング（絵画を“描く”作業。「描く」は英語ではdrawであり、paintは狭義では彩色のみを意味する）に特化しており、アーティストの筆の動きをストロークというベクトルに分解して記録することによって、ペイントツールのように画材を模倣した表現を得意とする。最終的には任意の解像度（デフォルトは96dpi）にラスタライズして、PNGやJPEGなどラスタ形式のフォーマットにエクスポートすることを目的としている。
Aldus SuperPaint
ドローツールを統合したペイントソフトのはしり。ペイントモードとドローモードを切り替えて使うことができた。1986年にMacintosh向けアプリケーションとしてシリコンビーチから発売され、同社買収後はアルダスに引き継がれた。アルダスは1994年にアドビシステムズ（現アドビ）に買収され、SuperPaintはバージョン3.5が最後のバージョンとなった。

## 動画編集ソフトウェア
動画編集ソフトウェアはノンリニア編集ソフトとも呼ばれており、それまでフィルムやビデオテープなどを対象に行われてきた、映像などの動画像を、連続した静止画の連なりとして取り扱い、フレームあるいはシーケンス単位で編集・加工するソフトウェアである。作業には膨大なメモリとストレージ領域（とそれに見合う演算資源）を要求するため、成立年代は最も新しいものの一つである。
代表的な動画編集ソフトウェア
- Adobe After Effects
- Adobe Flash
- Adobe Premiere
- Ulead VideoStudio
- MediaStudio Pro
- Final Cut Pro
- Aura
- EDIUS
- AviUtl
- ゆっくりMovieMaker
- inferno
- Shake
- VirtualDub
- Windows ムービーメーカー
- iMovie

## 3次元ソフトウェア
3次元ソフトウェアは、3Dオブジェクト（3次元オブジェクト）のデータから光源や形状を考慮してその位置から見える画像を計算し合成するソフトウェア。その機能をオブジェクトの形状を編集するモデリングソフトウェア（モデラー）と、それらのオブジェクトを基に実際に画像を描画する3Dレンダリングソフトウェアに分けることができ、一方に特化したソフトウェアも存在するが、現在では両者を統合したソフトウェアスイート環境として供給される例が一般的である。
代表的な3次元モデリングソフトウェア
- 3ds Max
- Blender
- CINEMA 4D
- LightWave 3D
- Maya
- modo
- MOONLIGHT
- Poser
- Povray
- Rhinoceros 3D
- Shade
- 3D XSI
- Strata 3D
- Zbrush

## 科学技術計算ソフトウェア
科学技術計算ソフトウェアは、数値計算により画像から特徴を抽出することを目的とした画像処理ソフトウェア。可視化ツールとも呼ばれる。
代表的な動画編集ソフトウェア
- ImageJ
- NIH Image

## 画像フォーマット変換ソフトウェア
画像フォーマット変換ソフトウェアは、JPEGやGIFなど多岐にわたる静止画像データのフォーマットを、相互に変換するソフトウェア。
画像ファイルには、有名なものからあまり聞かないものまでを含めると非常に多くのフォーマットがある。パソコンの黎明の時代には多くの画像フォーマットが乱立した。その後、インターネットの時代を経て、汎用性の高い代表的なフォーマットへと集約された。画像フォーマットの種類については、Category:画像ファイルフォーマットを参照。
画像フォーマットの変換に特化したソフトウェアでは、多くの画像フォーマットに対応し、異なるフォーマットへの変換出力が行えるようになっている。
代表的なフォーマット変換ソフトウェア
- ImageMagick
- IrfanView
- Netpbm
- GraphicConverter

画像フォーマットによって表現能力が異なる場合があるため、圧縮率や画質の調整をするオプションのほか、サイズの変更や色調補正の機能も備えているものもある。
2000年代に広く用いられる画像データのフォーマットでも、画像の性質や目的によりいくつかの種類がある。シンプルなビットマップ画像を扱うbmpなどに代表されるフォーマットや、自然画像を非可逆圧縮で高い圧縮率でデータ圧縮するJPEG、図形を多用する画像や色数の少ない画像の圧縮に適したGIF、上記のいくつかの特徴を兼ね備えるPNGなどのフォーマットがある。画像データを扱う多くのソフトが、これらの代表的なフォーマットへの変換出力機能を備えている。
ラスタ形式とベクタ形式のフォーマット変換（トレース機能）は、アプリケーションの1機能として搭載されていることが多い。（CorelDRAWに搭載されている「Corel PowerTrace」や、Illustratorに搭載されている「ライブペイント」など）

## ビューア / 管理ソフトウェア
ビューアは画像を見やすく表示するソフトウェアのこと。
近年のパソコンでは、オペレーティングシステム自体が個々の画像ファイルを表示したり、画像の縮小イメージ （サムネイル) を一覧表示したりする簡易ビューア機能を備えている。
より専門的なビューアでは、多くの画像形式に対応し、多数の画像ファイルを扱うため画像に特化した高度な管理機能を持つ場合が多い。
デジタルカメラで記録したデータの取り込み機能（デジタルカメラに付属するビューア/管理ソフトでは必須となっている）や、ネガポジ反転や明度補正などの簡単な加工ができるものもある。また、Picasaなど一部のビューアにはオンラインアルバムに画像をアップロードする機能を持ったものもある。
代表的なビューア / 管理ソフトウェア
- ACDSee
- Eye of GNOME
- gtkam
- Gwenview
- iPhoto
- IrfanView
- KView
- KuickShow
- Linar
- MediaOne
- nomacs
- OsiriX
- Picasa
- Snapfire
- Susie
- ViX
- プレビュー

## FA組み込み画像処理ソフトウェア
FA組み込み用ソフトウェアは、ソフトハウスや産業用(FA)装置開発会社が、装置内で行なう画像処理/画像解析用に使うソフトウェア。
多くはライブラリ形式をとり関数を呼び出して利用する。
代表的なFA組み込みソフトウェア
- eVision
- Matrox Imaging Library